# Moho nobilis
Moho nobilis là một loài chim trong họ Mohoidae.